# Schistomeringos pectinata
Schistomeringos pectinata är en ringmaskart som beskrevs av Perkins 1979. Schistomeringos pectinata ingår i släktet Schistomeringos och familjen Dorvilleidae. Inga underarter finns listade i Catalogue of Life.